# Vojislav Simeunović
Vojislav Simeunović (srbsko Војислав Симеуновић), srbsko-slovenski nogometaš in trener, * 8. avgust 1942, Šabac, Kraljevina Jugoslavija.
Simeunović je v jugoslovanski ligi igral za kluba Partizan in Maribor, za katerega je med letoma 1965 in 1973 odigral 102 prvenstveni tekmi in dosegel trinajst golov.
Kot trener je vodil Maribor v štirih različnih obdobjih, zadnjič leta 2005.
Njegov sin Marko Simeunovič je nekdanji nogometni vratar in slovenski reprezentant.